# Plaza de España, Melilla
Plaza de España är det viktigaste torget i den autonoma spanska staden Melilla. Det ligger i Ensanche Modernista, mellan gamla stan (Melilla La Vieja) och den nya stadskärnan (Barrio Reina Victoria). 

## Historia
Planerat som urbaniseringsprojektet för Puerta de Santa Bárbara 1910 av José de la Gándara och godkänt i januari 1911, började Alfonso XIII rivningen av fältmurarna, den 11 april revs tornet Santa Bárbara och i juni 1912 styrelsen of Arbitrations gav det namnet Plaza de España. Projektet godkändes den 18 januari 1913 av ordföranden för skiljenämndens general José Villalba Riquelme, och bygget påbörjades den 22 april samma år, en process som avslutades den 23 januari 1914 med invigningen av den vackra torg av samme General Villalba. År 2007 fick dess trädgårdar, tillsammans med Hernandez Park, titeln Historisk trädgård.

## Beskrivning
Torget består av en rondell med en radie på åttio meter. Den har tre ringar av gångvägar och två blandade trädgårdar, med monumentet Monumento a los Héroes y Mártires de las Campañas i centrum.

## Bilder

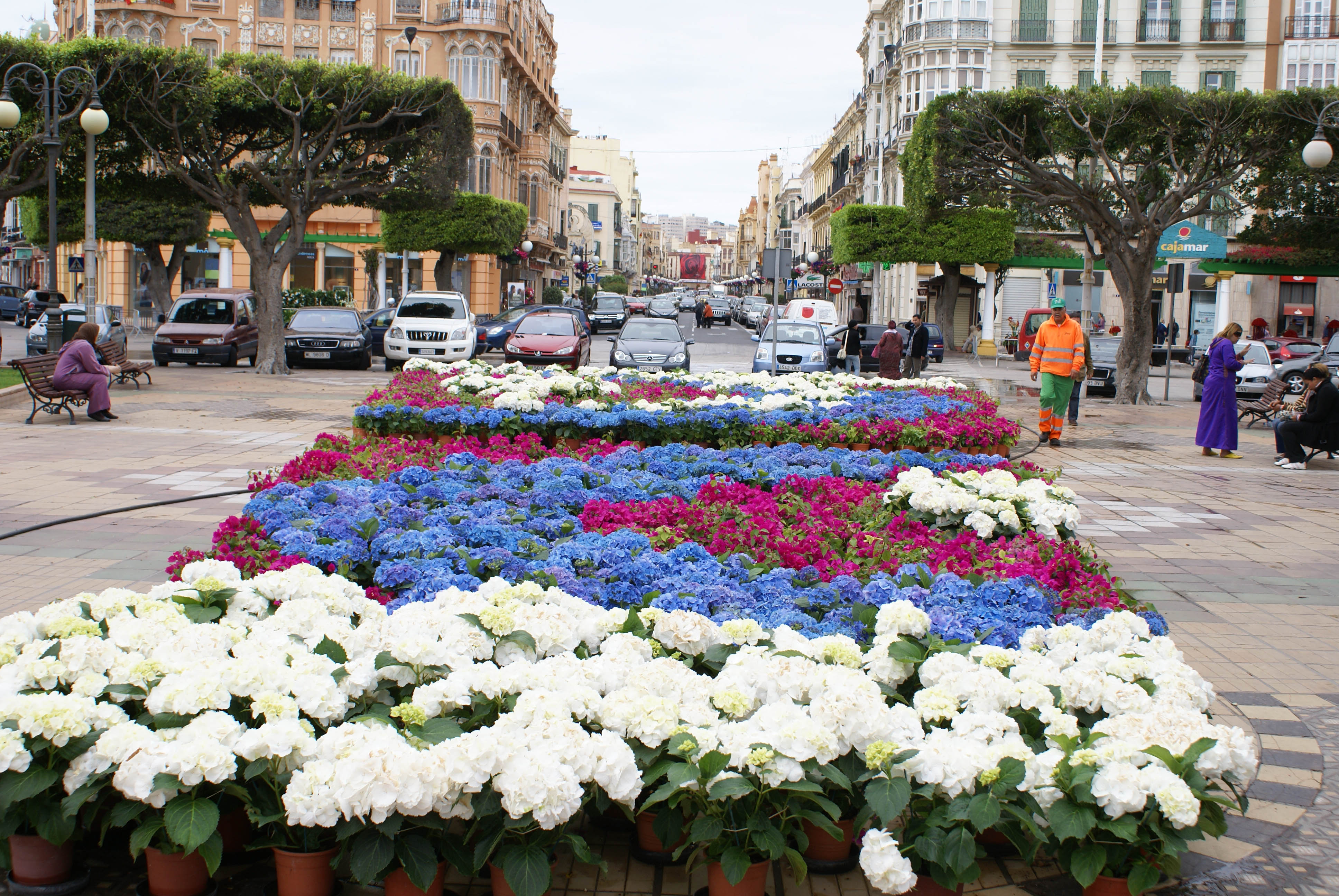
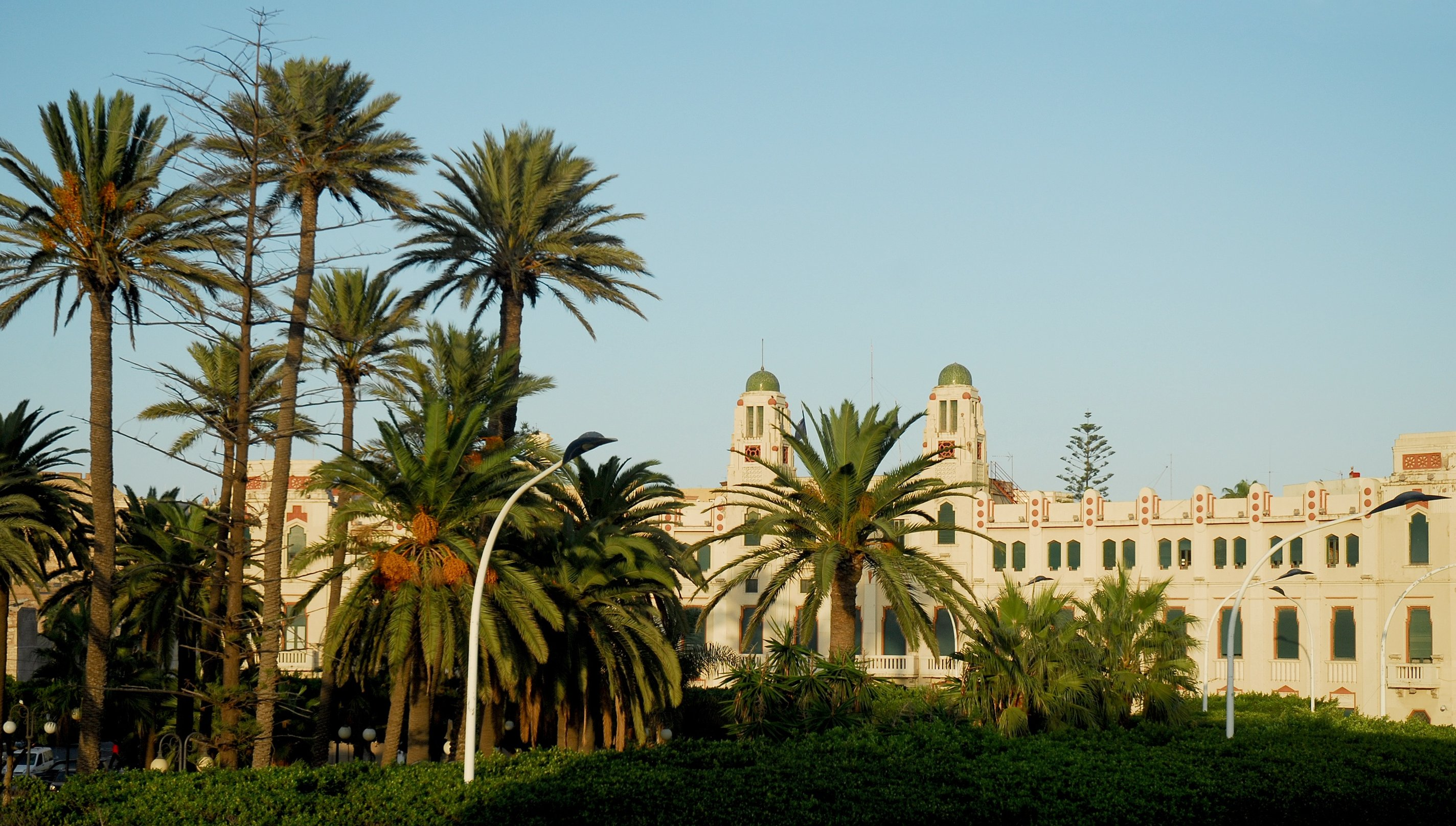